# Обернбрајт
Обернбрајт (њем. Obernbreit) град је у њемачкој савезној држави Баварска. Једно је од 31 општинског средишта округа Кицинген. Према процјени из 2010. у граду је живјело 1.778 становника. Посједује регионалну шифру (AGS) 9675156.

## Географски и демографски подаци
Обернбрајт се налази у савезној држави Баварска у округу Кицинген. Град се налази на надморској висини од 202 метра. Површина општине износи 9,8 km². У самом граду је, према процјени из 2010. године, живјело 1.778 становника. Просјечна густина становништва износи 181 становника/km².

## Међународна сарадња
| Мјесто | Држава | Врста сарадње | Од    |
| ------ | ------ | ------------- | ----- |
|        | Пољска | контакт       | 1994. |
| Извор  |        |               |       |